# Borough of Milton Keynes
Milton Keynes ist ein Borough in England. Es entstand 1. April 1974 durch einen Zusammenschluss der Urban Districts Bletchley, Newport Pagnell und Wolverton, des Newport Pagnell Rural District und Teilen des Wing Rural District.
Bis zum 1. April 1997 war das Borough of Milton Keynes ein Distrikt von Buckinghamshire. Seitdem ist es eine Unitary Authority, die verwaltungstechnisch von Buckinghamshire unabhängig ist. Das Borough grenzt an die Verwaltungsgrafschaften Buckinghamshire, Bedfordshire und Northamptonshire. Der größte Ort ist Milton Keynes.
In Milton Keynes befindet sich die Open University – größte Universität des Vereinigten Königreichs – und Bletchley Park, wo im Zweiten Weltkrieg Alan Turing und andere erfolgreich an der Entzifferung der Enigma arbeiteten.

## Städte, Dörfer und Gemeinden
- Astwood
- Bletchley, Bow Brickhill, Bradwell, Broughton
- Caldecote, Castlethorpe, Chicheley, Clifton Reynes, Cold Brayfield
- Emberton
- Fenny Stratford, Filgrave
- Gayhurst, Great Linford
- Hanslope, Hardmead, Haversham
- Lathbury, Lavendon, Lillingstone Dayrell, Lillingstone Lovell, Little Brickhill, Little Linford, Long Street, Loughton
- Middleton, Milton Keynes, Moulsoe
- Newport Pagnell, Newton Blossomville, North Crawley
- Olney
- Ravenstone
- Shenley Brook End, Shenley Church End, Sherington, Simpson, Stantonbury, Stoke Goldington, Stony Stratford
- Tattenhoe, Tongwell, Tyringham
- Walton, Warrington, Water Eaton, Wavendon, Weston Underwood, Willen, Woburn Sands, Wolverton, Woolstone, Woughton on the Green